# Ligidium paulum
Ligidium paulum là một loài chân đều trong họ Ligiidae. Loài này được Nunomura miêu tả khoa học năm 1976.